# OIRT
Az Organisation Internationale de Radiodiffusion et de Télévision (OIRT) (Nemzetközi Rádió és Televízió Szervezet) kelet-európai országok rádiós és televíziós szervezete volt. 1946-ban alakult meg a műsorszolgáltatás fejlesztése céljából. 1960-ig Organisation Internationale de Radiodiffusion (OIR) néven működött.

## Történet
Az Organisation Internationale de Radiodiffusion (OIR) 1946. június 28-án jött létre. Technikai központja Brüsszelben volt. Az 1950-es években a nyugat-európai tagországok kiléptek a szervezetből és létrehozták az Európai Műsorsugárzók Unióját (European Broadcasting Union). 1950-ben az OIR technikai központja Brüsszelből Prágába költözött. Brüsszel az Európai Műsorsugárzók Uniója (EBU) központja lett. Az Organisation Internationale de Radiodiffusion et de Télévision (OIRT) televíziós hálózatot 1961-ben alapították. A régi nevet kiegészítették a televízió szóval. A szervezet Intervision néven dalversenyeket rendezett.
Bulgária, Csehszlovákia, Finnország, Lengyelország, Magyarország, NDK, Románia és a Szovjetunió volt tagja a szervezetnek. Finnország egyszerre két szervezet tagja volt, a Nemzetközi Rádió és Televízió Szervezetnek (OIRT) és az Európai Műsorsugárzók Uniójának (EBU).
1993. január elsején a Nemzetközi Rádió és Televízió Szervezet (OIRT) egyesült az Európai Műsorsugárzók Uniójával (EBU).

## Fordítás
- Ez a szócikk részben vagy egészben a Международная организация радиовещания и телевидения című orosz Wikipédia-szócikk ezen változatának fordításán alapul.  Az eredeti cikk szerkesztőit annak laptörténete sorolja fel. Ez a jelzés csupán a megfogalmazás eredetét és a szerzői jogokat jelzi, nem szolgál a cikkben szereplő információk forrásmegjelöléseként.